# Lucanus datunensis
Lucanus datunensis là một loài bọ cánh cứng trong họ Lucanidae. Loài này được Hashimoto mô tả khoa học năm 1984.